# Qiviut

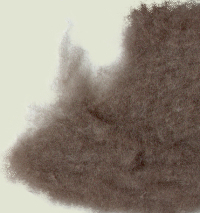
Un piccolo pezzo di lana qiviut.

Il qiviut o qiviuq è una parola della lingua inuktitut generalmente utilizzata per indicare una fibra tessile di origine animale proveniente dal bue muschiato.
I buoi muschiati possiedono una folta pelliccia esterna, scura e ruvida, e un morbidissimo sottopelo interno, il qiviut appunto. 
In natura questi animali perdono naturalmente il sottopelo durante la primavera, ma negli allevamenti esso è raccolto tramite spazzole. 
Il qiviut è una delle fibre più fini, calde e morbide e sicuramente è la più costosa tra le fibre animali.
Viene generalmente lavorato industrialmente sotto forma di filati, articoli di maglieria e tessuti, ma è anche venduto grezzo nei negozi specializzati in filatura a mano.

## Proprietà
Il qiviut è più resistente e caldo della lana di pecora, e più morbido della lana di cashmere. I buoi muschiati selvatici hanno fibre di qiviut di circa 18 micrometri di diametro. Le femmine e gli animali giovani hanno una fibra leggermente più fine. A differenza della lana di pecora, il qiviut non restringe in acqua a nessuna temperatura, ma questo significa che non è utile per produrre feltro.
Il qiviut è più comunemente utilizzato per cappelli e sciarpe, ed è tra le lane più morbide e calde. È molto costoso: una sciarpa lavorata a maglia di alta qualità può costare più di 300 dollari.

## Produzione e lavorazione

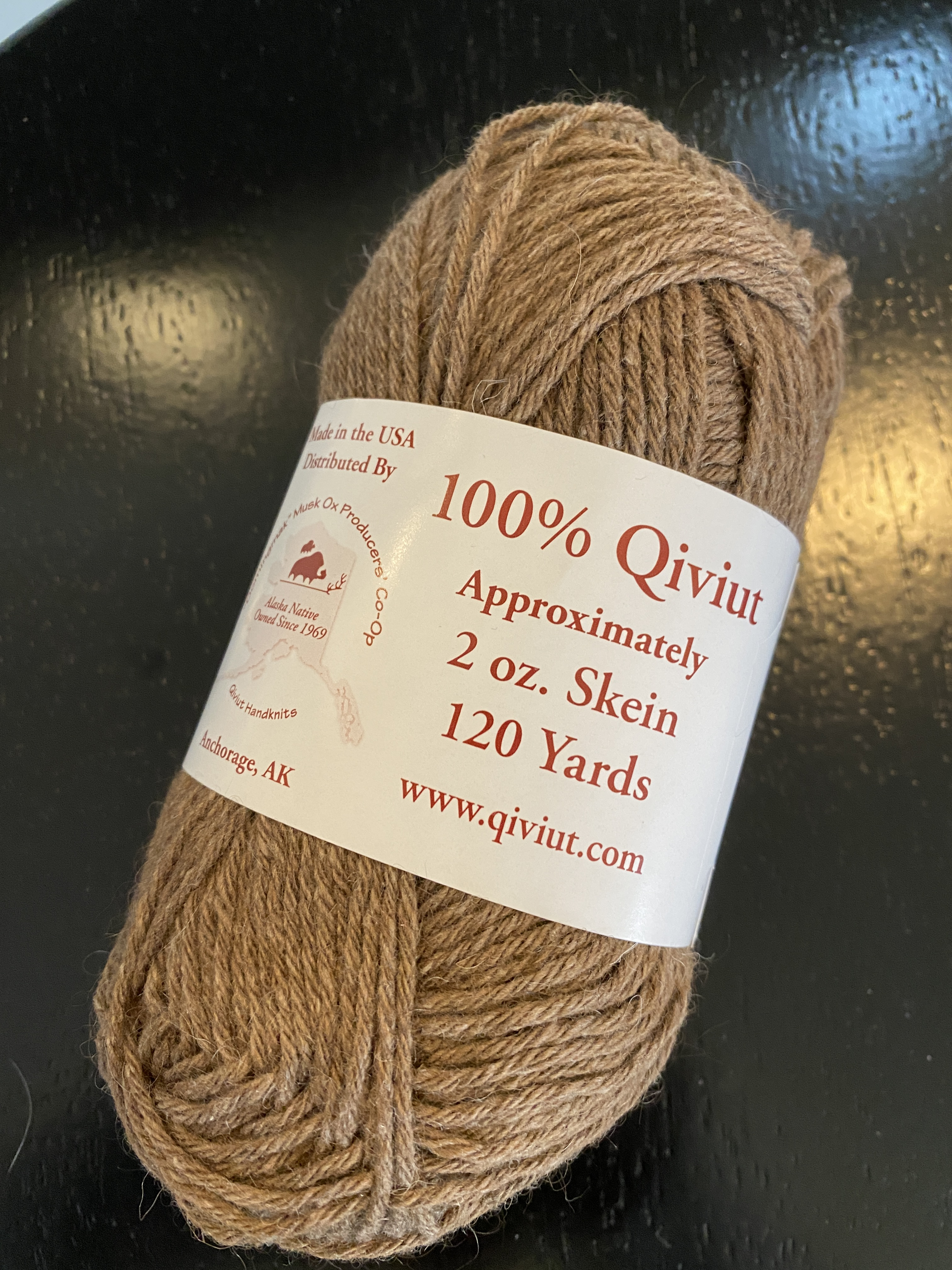
Gomitolo di qiviut

Un bue muschiato adulto può produrre da 1,8 a 3,2 kg di qiviut all'anno. Il qiviut è prodotto dai follicoli piliferi secondari del bue muschiato, che non sono associati alle ghiandole sebacee, e quindi è una fibra molto più secca della lana, contenente solo il 7 percento circa di oli. La densità dei follicoli piliferi è molto alta e il qiviut viene perso in un periodo di muta primaverile strettamente sincronizzato.
Il qiviut si separa leggermente dalla cute, creando un aspetto "occhialuto" intorno agli occhi e diventando visibile su tutto il corpo sulla superficie della pelliccia. In questa fase della muta, il sottopelo è a una distanza breve ma relativamente uniforme dalla pelle. Ciò agevola lo spazzolamento del qiviut dall'animale in un unico grande vello. Se non viene spazzolato, il qiviut inizierà a cadere a ciuffi o verrà strofinato via dall'animale e potrebbe essere strappato dalla terra o dai cespugli, ma il qiviut raccolto in questo modo è di qualità inferiore e richiede una maggiore pulizia.
Dopo aver rimosso il vello, questo viene pulito a mano, rimuovendo vegetazione e altri corpi estranei, quindi sfoltito. La sfoltitura consiste nella rimozione dei peli di giarra (di diametro superiore a 30 µm). La sfoltitura viene eseguita tramite cardatura come si farebbe con il cashmere. La cardatura meccanica può causare rotture e indebolire e rendere ruvido il qiviut.
Poiché la pelliccia viene spazzolata anziché tosata, pochissimi peli di giarra vengono via assieme al qiviut. Le pelli degli animali cacciati vengono invece rasate, quindi il processo di eliminazione dei peli di giarra in questo caso è più laborioso.
Successivamente, il qiviut può essere pulito di nuovo, se necessario. Il qiviut grezzo e pulito viene filato e poi il filato viene lavato. Il qiviut naturale è di colore marrone-grigiastro, ma si tinge bene e può essere trovato in vendita in una moltitudine di colori. Tuttavia, lo sbiancamento indebolisce la fibra e molti filatori e magliai raccomandano di usare solo qiviut naturale sovratinto, che ha colori più scuri e tenui.
I buoi muschiati furono cacciati fino all'estinzione in Alaska alla fine del 1800 e reintrodotti nel 1935. La produzione di filati fu avviata per la prima volta subito dopo la reintroduzione da un'insegnante di economia domestica dell'Alaska che raccoglieva la fibra e la filava lei stessa. I buoi muschiati non furono addomesticati fino al 1954. Nel 2016 c'erano circa quattromila buoi muschiati in Alaska e la fibra grezza di qiviut veniva venduta a 35 dollari l'oncia, circa il doppio del prezzo del cashmere.